# Новый Мир (Первомайский район)
Но́вый Мир — посёлок в Первомайском районе Алтайского края России. Входит в состав Логовского сельсовета.

## История
С 1920-х годов на территории Алтайского края в массовом порядке создавались, а затем упразднялись колхозы и совхозы, производственно-технические станции, отделения совхозов и машинно-тракторные станции (МТС), возникали новые поселения, в том числе, и посёлок Новый Мир. Дата возникновения посёлка — 1921 год.
По Списку населённых мест Сибирского округа в 1926 году посёлок Новый Мир являлся выселком на реке Чесноковке. В поселении проживали 133 человека в 28 дворах, была школа.
В настоящее время создано садовое некоммерческое товарищество «Новый мир», которое использует земли для ведения садоводческих работ.

## География
Посёлок находится на северном берегу Правдинского водохранилища (на реке Чесноковка) в 18 км к востоку от Новоалтайска. Расстояние до краевого центра Барнаула — 31 км.
Ближайшие населённые пункты: Логовское 2 км, Бешенцево 4 км, Правда Правда 5 км, Новокопылово 10 км, Жилино 11 км, Сорочий Лог 11 км, Бажево 14 км, Берёзовка 14 км, Солнечное 15 км, Покровка 15 км, Баюновские Ключи 15 км, Новочесноковка 16 км.
Климат
Климат континентальный. Продолжительность периода с устойчивым снежным покровом составляет 160—170 дней, абсолютный минимум температуры воздуха достигает −50 °C. Средняя температура января −19,9 °C, июля — +19 °C. Безморозный период длится 110—115 дней. Летом столбик термометра в июле может подниматься до +33-35 °C. Годовое количество атмосферных осадков — 360 мм.

## Население
| 1997 | 1998 | 1999 | 2000 | 2001 | 2002 | 2003 |
| ---- | ---- | ---- | ---- | ---- | ---- | ---- |
| 3    | →3   | →3   | →3   | →3   | →3   | →3   |
| 2004 | 2005 | 2006 | 2007 | 2008 | 2009 | 2010 |
| ↘2   | →2   | →2   | →2   | →2   | →2   | ↘0   |
| 2011 | 2012 | 2013 |      |      |      |      |
| ↗1   | →1   | →1   |      |      |      |      |

В посёлке в 2018 году зарегистрировано 6 человек.

## Связь
В посёлке есть сотовая связь, цифровое телевидение и Интернет. Ближайшее почтовое отделение находится в селе Логовское.

## Транспорт
Ближайшая железнодорожная станция Алтайская находится в городе Новоалтайск.

## Достопримечательности
Рядом с посёлком расположен памятник археологии регионального значения — поселение эпохи раннего железа Новый мир 3 (Решение крайисполкома № 225 от 21.05.1991 г.). Находится на левом берегу реки Чесноковки.